# Horst Schönau

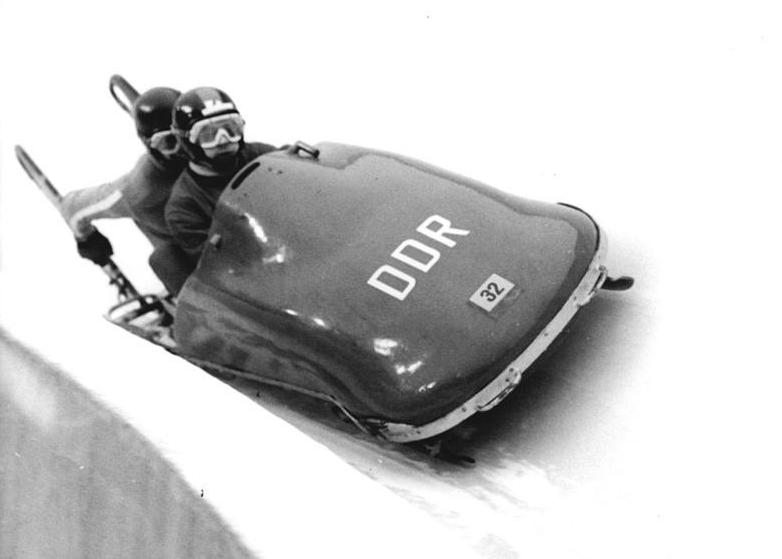
Horst Schönau und Harald Seifert werden 1977 DDR-Meister im Zweierbob

Horst Schönau (* 2. April 1949 in Waltershausen) ist ein ehemaliger deutscher Weltmeister im Bobsport, der für die DDR antrat.
Horst Schönau begann seine Karriere 1965 auf der Friedrichrodaer Spießbergbahn als Rennrodler. Er war dort mit einem Wettkampfgewicht von 75 Kilogramm einer der leichtesten Einsitzer. Bei den Rennrodel-Weltmeisterschaften 1973 in Oberhof belegte er im Einsitzer den achten Platz. Danach wechselte Schönau zum Bobsport und zum ASK Vorwärts Oberhof. Er fuhr zuerst mit Horst Bernhardt zusammen, später mit Raimund Bethge. Bei den Olympischen Spielen 1976 in Innsbruck belegte er zusammen mit Bethge im Zweierbob den siebten Platz. Im Viererbob fuhren Schönau, Bernhardt, Harald Seifert und Bethge auf den vierten Platz. Bethge wechselte dann in den Bob von Meinhard Nehmer und für ihn kam Bogdan Musiol in Schönaus Bob. Bei der Bobweltmeisterschaft 1978 in Lake Placid gewannen Schönau, Bernhardt, Seifert und Musiol den Titel, nachdem Schönau und Seifert zuvor im Zweierbob Europameister geworden waren. Im Viererbob belegte Schönau 1978 und 1979 jeweils den dritten Platz bei der Europameisterschaft.
Die Olympischen Spiele 1980 fanden in Lake Placid statt, wo Schönau mit einer neuen Besatzung antrat. Schönau, Roland Wetzig, Detlef Richter und Andreas Kirchner gewannen zusammen die Bronzemedaille. 1981 holten Schönau und Kirchner im Zweierbob Weltmeisterschaftssilber hinter dem Bob von Bernhard Germeshausen, 1982 belegten sie als bester DDR-Bob den dritten Platz hinter zwei Bobs aus der Schweiz. Bei den Europameisterschaften belegte Schönau 1981 den zweiten Platz im Viererbob, 1982 gewann er zusammen mit Andreas Kirchner Silber im Zweierbob. Horst Schönau war von 1976 bis 1979 und von 1981 bis 1983 DDR-Meister im Zweierbob.
Der gelernte Schlosser erreichte bei der NVA den Rang eines Oberleutnants und arbeitete nach seiner Laufbahn beim ASK Oberhof. Nach der Wende war er bei der Wasserwirtschaft in seinem Heimatort Waltershausen tätig.